# Ejido Guadalupe
Ejido Guadalupe är en ort i Mexiko.   Den ligger i kommunen Zapotitlán och delstaten Puebla, i den sydöstra delen av landet, 220 km sydost om huvudstaden Mexico City. Ejido Guadalupe ligger 1 898 meter över havet och antalet invånare är 135.
Terrängen runt Ejido Guadalupe är huvudsakligen kuperad. Ejido Guadalupe ligger nere i en dal. Runt Ejido Guadalupe är det mycket glesbefolkat, med 2 invånare per kvadratkilometer. Närmaste större samhälle är Zaragoza, 14,9 km nordost om Ejido Guadalupe. I omgivningarna runt Ejido Guadalupe växer huvudsakligen savannskog.